# Деревяга (деревня)
Деревяга — деревня в Устюженском районе Вологодской области.
Входит в состав Мезженского сельского поселения, с точки зрения административно-территориального деления — в Мезженский сельсовет.
Расположена на правом берегу реки Кобожа. Расстояние по автодороге до районного центра Устюжны — 19 км, до центра муниципального образования деревни Долоцкое — 21 км. Ближайшие населённые пункты — Логиново, Марфино, Шаркино.
По переписи 2002 года население — 1 человек.